# Fall (Lenggries)

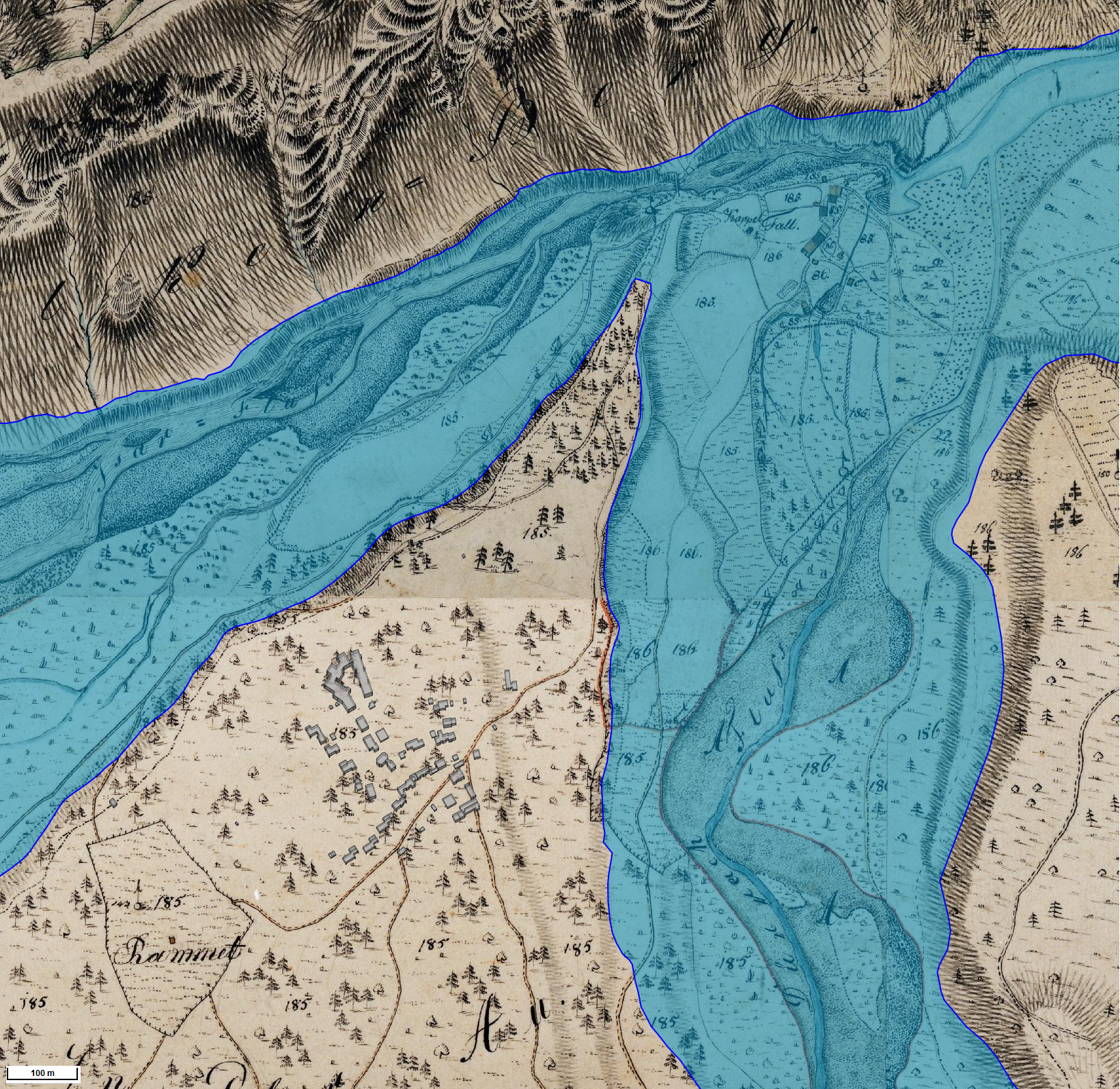
Das Dorf Fall auf einer alten Flurkarte aus dem 19. Jahrhundert, mit dem aktuellen Sylvensteinspeicher blau-transparent und mit den Gebäuden von Neu-Fall überlagert

Fall ist ein kleines Kirchdorf im oberbayerischen Isarwinkel und Gemeindeteil der Gemeinde Lenggries im Landkreis Bad Tölz-Wolfratshausen.

## Geschichte

### Alt-Fall

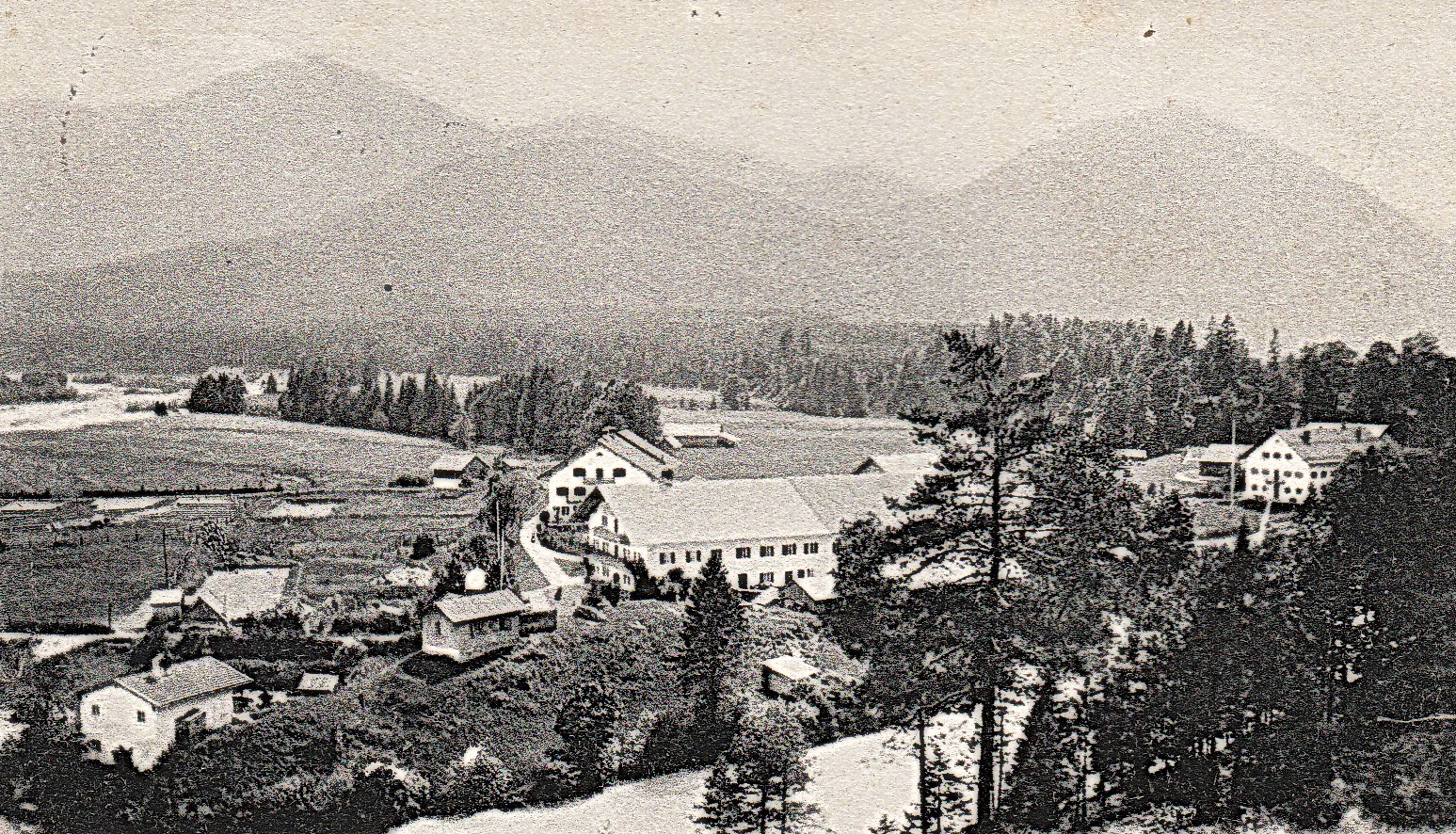
Alt-Fall um 1904. Die kleine Marienkapelle erhöht im Vordergrund (Bildmitte)

Fall verdankt seinen Namen einer Engstelle der Isar, dem Fall, richtiger: der Faller Klamm, die direkt nördlich unterhalb des Ortes lag. Auf alten Karten ist deshalb auch Am Fall oder Zum Faal zu lesen. Fall wird 1280 erstmals in einem Grundbuch des Herzogs von Bayern erwähnt, damals wird es dort wohl nur einen einzelnen Bauernhof gegeben haben. 1740 wird auch eine Kapelle und ein Forsthaus erwähnt. Das 1829 erschienene Repertorium weist folgenden Eintrag auf: Fall (der), W[eiler] am Einfluss der Dürach in die Isar, 3 H[äuser], 1 Capelle, 2 Wirthshäuser. Der Eintrag im Topo-geographisch-statistischen Lexicon vom Königreiche Bayern (1831) lautet: Fall, Weiler mit 2 H[äusern] und 30 E[inwohnern] in der P[farrei] Lenggries des L[andgerichts] Tölz, 4 St[unden] von Lenggries. Der Ort hat auch eine Frauenkapelle. Rund vierzig Jahre später heißt es: Fall, W[eiler], k[atholische] Pf[arrei] Lenggries, 33 Einw[ohner], 4 Geb[äude], 1 Kirche.
Letztmals wurde Alt-Fall statistisch im Amtlichen Ortsverzeichnis für Bayern 1952 (mit Daten zum Stichtag der Volkszählung vom 13. September 1950) dokumentiert, mit 122 Einwohnern in 12 Wohngebäuden.
Fall war ein beliebtes Ziel von prominenten Jägern, wie z. B. dem bayerischen Mundart-Dichter Ludwig Ganghofer oder Paul von Hindenburg. Seine zahlreichen Besuche motivierten Ganghofer zum Roman Der Jäger von Fall, der mehrfach verfilmt wurde – u. a. von Harald Reinl im Jahr 1974. In der Monarchie war Fall ein Hofjagdrevier, in dem Prinzregent Luitpold von Bayern oft jagte.

### Ortsverlegung
Fall lag an der Isar und bestand größtenteils aus Holzhäusern. Es gab ein Gasthaus, eine 1740 erbaute Kapelle sowie ein Forstamt.
Als 1954 die Bauarbeiten für den Sylvensteinspeicher begannen, wurde das Dorf abgerissen und die Bevölkerung zwangsumgesiedelt, da ab 1959 das ganze Tal mitsamt dem Dorf geflutet werden sollte. 100 Meter weiter oben (südwestlich), an der Straße zwischen Lenggries und Vorderriß, wurde eine neue Siedlung gebaut und Neu-Fall genannt. Die Grundmauern von Alt-Fall (auch Altfall) sind nur nach langen Trockenperioden sichtbar oder bei Absenkung des Wasserspiegels wegen Bauarbeiten am Damm wie im Dezember 2015. Dass dann auch die Kirchturmspitze der versunkenen Kapelle sichtbar wäre, ist ein Mythos, denn diese wurde vor der Flutung komplett abgerissen, anders als im Dorf Graun im Vinschgau, wo das ursprüngliche Dorf bei der Flutung des Reschensees unterging, der Kirchturm jedoch stehenblieb und im Stausee zu sehen ist.

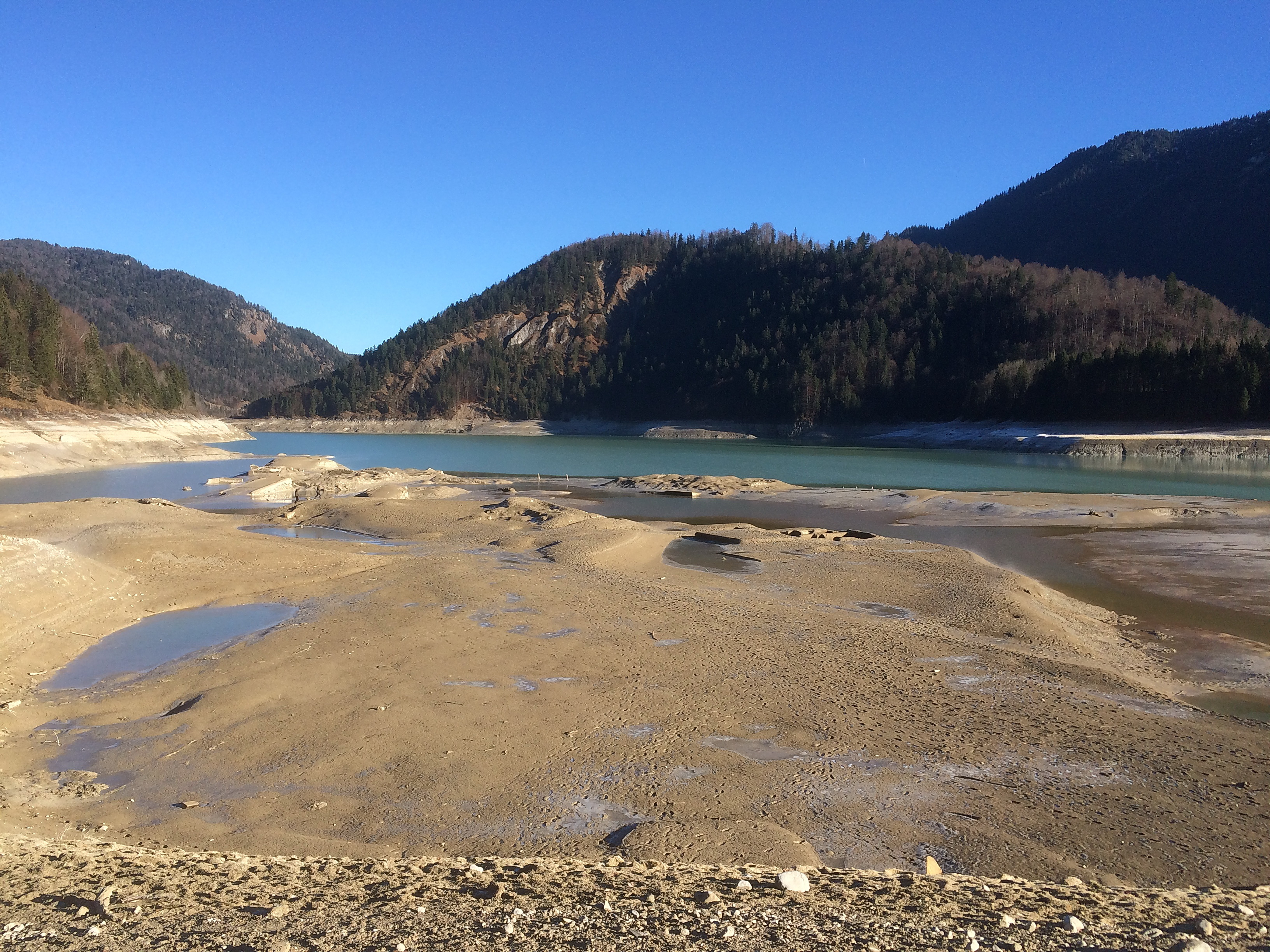
Alt-Fall am 7. Dezember 2015
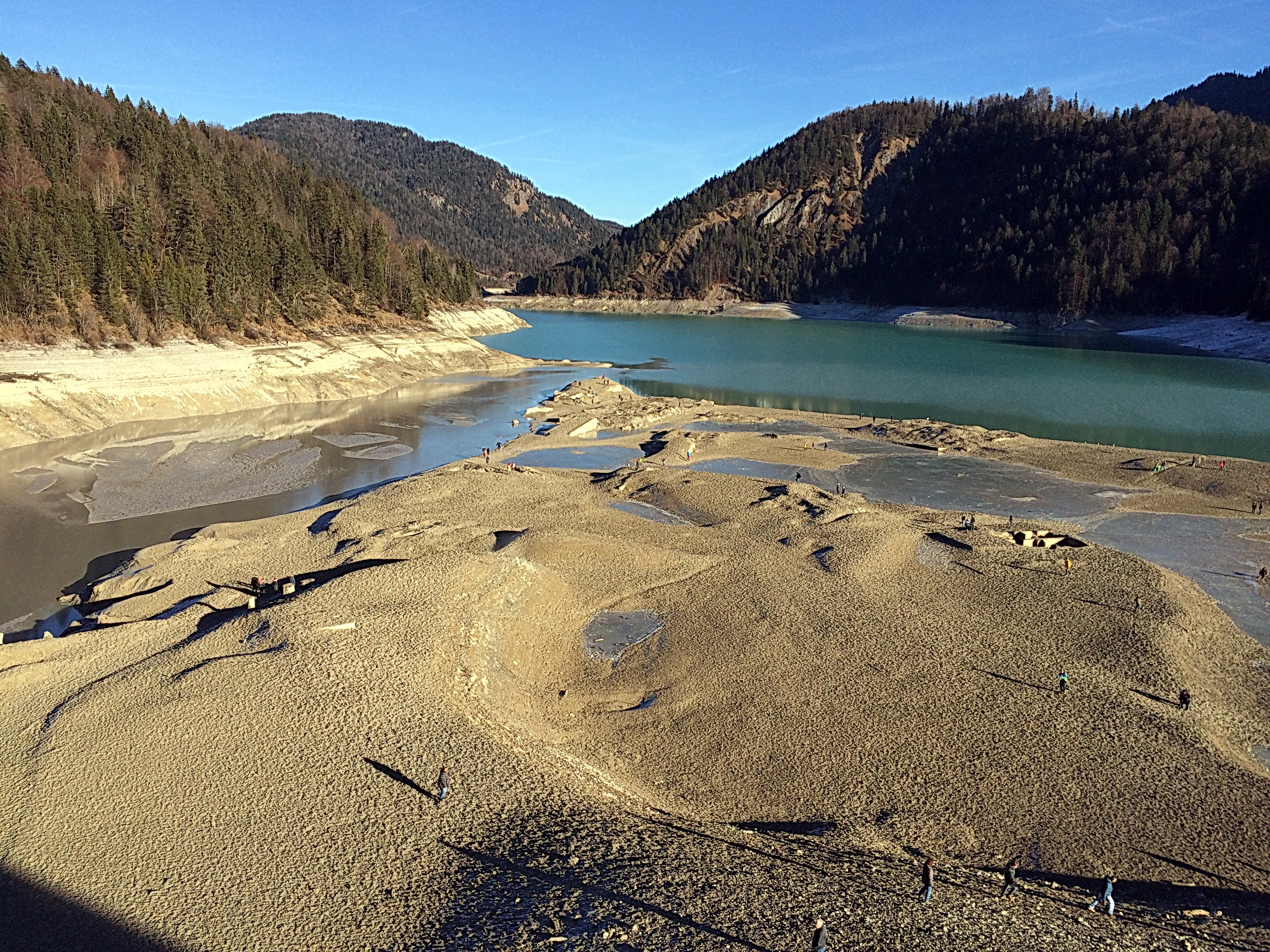
Alt-Fall am 26. Dezember 2015

### Neu-Fall

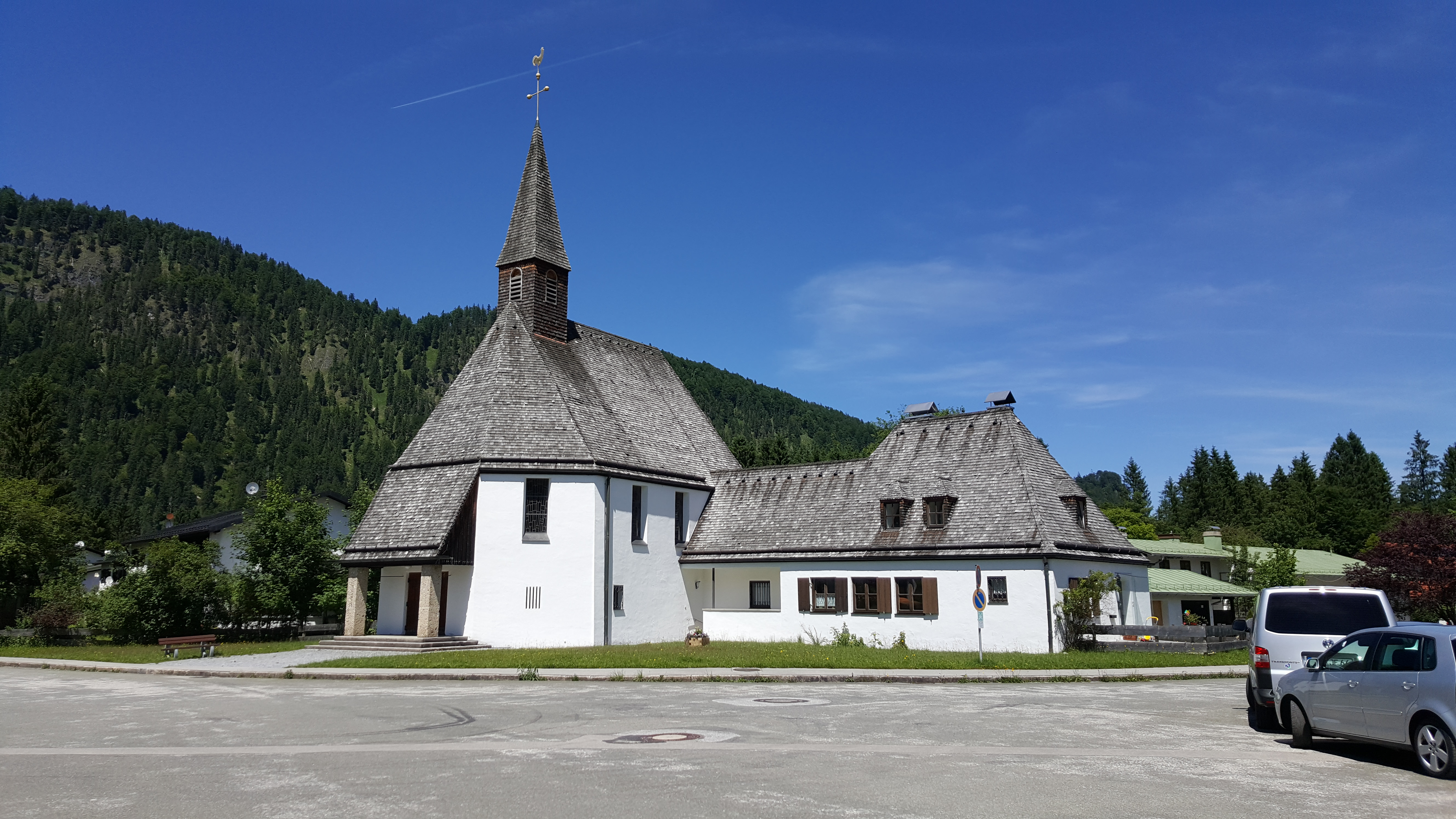
Die Katholische Kirche Maria Königin in Fall

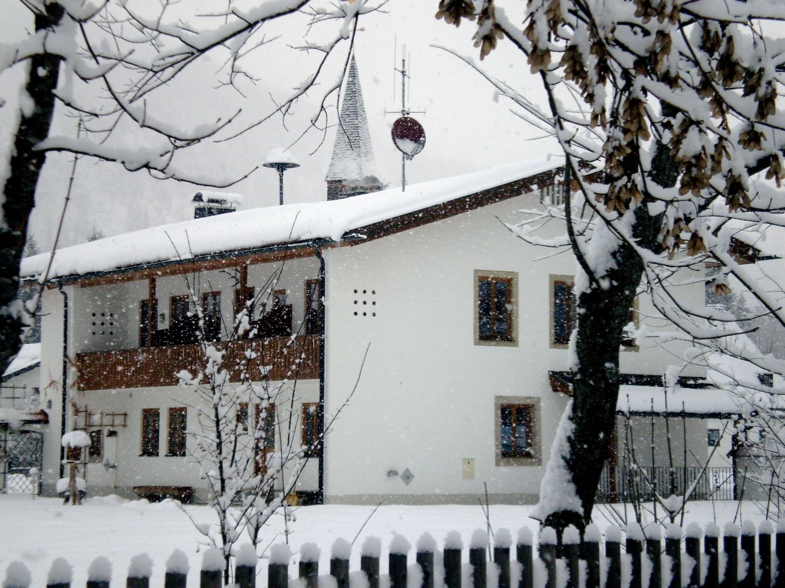
Das ehemalige Forstamt in Fall

Das neue Dorf namens Fall liegt auf einer Höhe von 773 Metern, somit 6 Meter über dem Stauziel des Sylvensteinspeichers.
Die Einwohnerzahl betrug 113 zum Stand der letzten Volkszählung am 25. Mai 1987, bei 41 Wohneinheiten in 22 Gebäuden mit Wohnraum. Müllers großes deutsches Ortsbuch von 2012 gibt 136 Einwohner an. Am 20. März 2015 waren im Dorf 111 Personen mit Hauptwohnsitz bzw. einzigem Wohnsitz gemeldet.
Die katholische Kirche Maria Königin ist eine Filialkirche der Pfarrei St. Jakob in Lenggries und das einzige denkmalgeschützte Gebäude in dem ab den 1950er Jahren neu errichteten Dorf.
Im Ort befinden sich mehrere Häuser, die die Stiftung der Deutschen Polizeigewerkschaft vom Freistaat Bayern gepachtet hat; zu ihnen gehört auch das ehemalige Dienstgebäude des Forstamtes. Die Häuser werden für Zwecke der Stiftung genutzt.